# Куркурек
Куркурек — река в России, протекает по Кош-Агачскому и Улаганскому районам Республики Алтай.

## Описание
Начинается из языка одноимённого ледника на склоне горы Куркурек. Течёт на северо-восток до урочища Ештыкел, от озера Джангысколь течёт до своего устья в юго-восточном направлении.
Исходя из данных ГВР, устье реки находится в 6 км от устья реки Актуру по левому берегу. Длина реки составляет 15 км.
Согласно данным топографической карты и АГКГН, река Куркурек является притоком реки Корумду, берущей своё начало из одноимённого ледника, которая в свою очередь и является притоком реки Актуру, впадает в неё по левому берегу на высоте 1617,6 метра над уровнем моря.

## Данные водного реестра
По данным государственного водного реестра России относится к Верхнеобскому бассейновому округу, водохозяйственный участок реки — Катунь, речной подбассейн реки — Бия и Катунь. Речной бассейн реки — (Верхняя) Обь до впадения Иртыша. Код водного объекта — 13010100312115100005643.